# Élections législatives de 1906 dans la Drôme
 (mai 2025).
Les élections législatives dans le Drôme, ont lieu les dimanches 6 mai 1906 et 20 mai 1906.
Elles ont pour but d'élire les 5 députés représentant le département à la Chambre des députés pour un mandat de quatre années.

## Mode de scrutin
L'élection se fait au scrutin d'arrondissement, soit un mode uninominal majoritaire à deux tours.
La circonscription pour l'élection est l'arrondissement.
Le scrutin est individuel, chaque arrondissement élisant un député.
Les arrondissements qui ont plus de cent mille habitants sont divisés. Dans ce cas on élit un député par circonscription électorale.
L'article 18 précise qu'il faut réunir pour être élu au premier tour :
1. La majorité absolue des suffrages exprimés ;
2. Un nombre de suffrages égal au quart des électeurs inscrits.

Au deuxième tour la majorité relative suffit. En cas d'égalité c'est le plus âgé qui est élu.

## Résultats par arrondissement

### Arrondissement de Die
- Elle regroupe tous les cantons de l'arrondissement, à l'est du département.

|                | Adolphe Ferrier * | Rad-soc        | 7 098  | 51,38  |  |  |
|                | Almoric           | Conservateur   | 2 628  | 19,02  |  |  |
|                | Bouvier           | Progressiste   | 2 224  | 16,10  |  |  |
|                | Augustin Peillard | SFIO           | 1 843  | 13,34  |  |  |
|                |                   |                |        |        |  |  |
| Inscrits       | Inscrits          | Inscrits       | 17 240 | 100,00 |  |  |
| Votants        | Votants           | Votants        | 14 002 | 81,22  |  |  |
| Blancs et nuls | Blancs et nuls    | Blancs et nuls | 187    | 1,34   |  |  |
| Exprimés       | Exprimés          | Exprimés       | 13 815 | 98,66  |  |  |

*sortant

### Arrondissement de Montélimar
- Elle regroupe tous les cantons de l'arrondissement, au sud-ouest du département.

| Candidats      | Candidats      | Étiquette      | Premier tour | Premier tour |
| Candidats      | Candidats      | Étiquette      | Voix         | %            |
| -------------- | -------------- | -------------- | ------------ | ------------ |
|                | Antoine Gras * | Rad-soc        | 9 527        | 65,07        |
|                | Vernet         | Conservateur   | 5 100        | 34,83        |
|                |                |                |              |              |
| Inscrits       | Inscrits       | Inscrits       | 19 537       | 100,00       |
| Votants        | Votants        | Votants        | 14 865       | 76,09        |
| Blancs et nuls | Blancs et nuls | Blancs et nuls | 224          | 1,51         |
| Exprimés       | Exprimés       | Exprimés       | 14 641       | 98,49        |

*sortant

### Arrondissement de Nyons
- Elle regroupe tous les cantons de l'arrondissement, au sud-est du département.

|                | Lucien Bertrand *     | Rad-soc        | 4 122 | 57,23  |  |  |
|                | Meynard               | Libéral        | 1 902 | 26,41  |  |  |
|                | Ernest Bertrand-Vigne | Rad-soc        | 1 133 | 15,73  |  |  |
|                |                       |                |       |        |  |  |
| Inscrits       | Inscrits              | Inscrits       | 9 290 | 100,00 |  |  |
| Votants        | Votants               | Votants        | 7 289 | 78,46  |  |  |
| Blancs et nuls | Blancs et nuls        | Blancs et nuls | 86    | 1,18   |  |  |
| Exprimés       | Exprimés              | Exprimés       | 7 203 | 98,82  |  |  |

*sortant

### Arrondissement de Valence

#### 1recirconscription
- Elle regroupe les cantons du sud de l'arrondissement, soit ceux de Valence, Loriol, Chabeuil, Bourg-de-Péage et de Saint-Jean, au nord du département.

| Candidats      | Candidats                | Étiquette      | Premier tour | Premier tour | Ballottage | Ballottage |
| Candidats      | Candidats                | Étiquette      | Voix         | %            | Voix       | %          |
| -------------- | ------------------------ | -------------- | ------------ | ------------ | ---------- | ---------- |
|                | Louis Dumont             | Rad-soc        | 5 925        | 30,05        | 11 340     | 58,27      |
|                | Eugène Bruyère           | Libéral        | 5 376        | 27,27        | 5 854      | 30,08      |
|                | Henri Roux-Costadau      | SFIO           | 2 557        | 12,97        |            |            |
|                | Jean-François Malizard * | Rad ind        | 2 238        | 11,35        | 11         | 0,06       |
|                | Richard                  | Rad-soc        | 2 207        | 11,19        |            |            |
|                | Raspail                  | Rad-soc        | 1 380        | 7,00         |            |            |
|                | Maurice Long             | Rad ind        | -            | -            | 2 236      | 11,49      |
|                |                          |                |              |              |            |            |
| Inscrits       | Inscrits                 | Inscrits       | 25 803       | 100,00       | 25 803     | 100,00     |
| Votants        | Votants                  | Votants        | 19 841       | 76,89        | 19 632     | 76,08      |
| Blancs et nuls | Blancs et nuls           | Blancs et nuls | 124          | 0,63         | 172        | 0,88       |
| Exprimés       | Exprimés                 | Exprimés       | 19 717       | 99,37        | 19 460     | 99,12      |

*sortant

#### 2ecirconscription
- Elle regroupe les cantons du nord de l'arrondissement, soit ceux de Saint-Vallier, Grand-Serre, Tain-l'Hermitage, Saint-Donat et de Romans, tout au nord du département.

|                | Charles Chabert * | Rad-soc        | 10 609 | 57,81  |  |  |
|                | Vinay             | Progressiste   | 6 114  | 33,32  |  |  |
|                | Ernest Bonnardel  | SFIO           | 1 605  | 8,75   |  |  |
|                |                   |                |        |        |  |  |
| Inscrits       | Inscrits          | Inscrits       | 23 480 | 100,00 |  |  |
| Votants        | Votants           | Votants        | 18 575 | 79,11  |  |  |
| Blancs et nuls | Blancs et nuls    | Blancs et nuls | 224    | 1,21   |  |  |
| Exprimés       | Exprimés          | Exprimés       | 18 351 | 98,79  |  |  |

*sortant